# Solidarités International
Pour les articles homonymes, voir Solidarité internationale.
Solidarités International est une association française fondée en 1980, ayant pour but d'apporter l'aide humanitaire nécessaire aux populations en crise.

## Histoire
Durant la guerre d'Afghanistan en 1979, cinq Français - dont Patrice Franceschi, Alain Boinet (un ancien militant solidariste, également animateur de La Guilde) et Patrick Brizay - lancent les Caravanes de l’Espoir. Avec l’aide de résistants afghans, ils franchissent clandestinement la frontière et sillonnent le pays pour apporter l’aide humanitaire aux populations dans le besoin. Ce fut le premier acte de Solidarités International et la mission fondatrice de l’association.

## Présidents
- Alain Boinet[Quand ?]
- Philippe Gautier[Quand ?]
- ?-2002 : Patrice Franceschi[4]
- 2002-2005 : Bernard de La Villardière
- 2005-2013 : Pierre de La Bretesche
- 2013-2018 : Édouard Lagourgue[5]
- depuis 2018 : Antoine Peigney

## Activité
L’action humanitaire de l'association a pour but de répondre aux besoins vitaux des populations confrontées à une crise humanitaire résultant de conflit armé ou de catastrophe naturelle mais aussi d’accompagner le retour des victimes vers l’autonomie et le développement, notamment dans les domaines de l’eau, de l’hygiène, de l’assainissement et de la sécurité alimentaire.

### Action d’urgence
La réponse d’urgence suit un protocole d’action en trois étapes : 
- Le diagnostic des situations d’urgence humanitaire : une équipe d’experts réalise sur place un diagnostic précis pour évaluer l’ampleur de la catastrophe et les besoins des populations. Le rapport de diagnostic permet ensuite de concevoir la réponse humanitaire la plus adaptée.
- La réponse aux besoins les plus urgents : le public est informé de la situation et les donateurs sont sollicités. Les fonds collectés permettent d’envoyer sur le terrain une équipe d’intervention et des moyens logistiques. Sur place, l’équipe humanitaire travaille avec les populations. Elle intervient via des actions de traitement, de distribution d’eau, de mise en place de systèmes d'assainissement, de distribution de produits d’hygiène, de biens de première nécessité, de nourriture, de moyens et d’appuis à la mise en place d’abris temporaires.
- La Stratégie de sortie : au-delà de la réponse aux besoins urgents, les équipes humanitaires mettent en place les conditions d’un désengagement progressif permettant, dans la mesure du possible, une reprise communautaire des activités d’urgence ou le remplacement de celles-ci par la mise ou remise en fonction de services durables. Le savoir-faire et les outils nécessaires sont transmis aux populations concernées de façon qu’elles puissent reconstruire leur vie.

### Eau, assainissement et hygiène
Solidarités International est engagée sur le terrain auprès des populations les plus vulnérables aux maladies hydriques. Elle met en place des interventions visant à limiter la propagation de ces maladies :
- Améliorer l’accès à l’eau potable[7] : distribution d’eau potable, installation de puits, forages, captages et protection des sources, réseaux d’adduction d’eau potable.
- Améliorer l’assainissement : installation de latrines[8], gestion des excrétas, des déchets et lutte contre les vecteurs de maladies
- Promouvoir les bonnes pratiques d’hygiène.
- Accompagner les communautés dans la prise en charge des infrastructures : développement des infrastructures en zone urbaine et protection des ressources en zone rurale.
- Accompagner les communautés dans la pérennisation des actions de sensibilisation.

### Sécurité alimentaire
L’action de Solidarités International vise à répondre aux besoins alimentaires les plus urgents et à renforcer de manière durable les modes de subsistance des populations :
- En situation d’urgence, selon le contexte, l’association priorise les programmes de transfert monétaires, distribution d’argent ou de coupons à valeur marchande. Ceux-ci sont échangés contre de la nourriture ou des produits de première nécessité auprès des commerçants locaux, avec comme effet de stimuler l’économie locale. En dernier recours, l’association met en place des programmes de distribution directe de nourriture.
- Parallèlement à la réponse d’urgence, l’association met en place des actions permettant de relancer les moyens d’existence des populations : distribution d’intrants agricoles et de bétail, programmes de transferts monétaires, support à la microentreprise et à la reconstruction de l’habitat, accès à des services essentiels (vaccins et produits vétérinaires par exemple...)

En outre, les programmes de Solidarités International visent à augmenter les rendements et les revenus de l’agriculture familiale grâce à la mise en place de projets de vulgarisation, de formations spécifiques, d’aides à l’investissement, d’activités de soutien à des groupements de producteurs...
En 2008, Peggy Pascal, travaillant alors pour Solidarités International, a développé un concept de mini-potager, le it bag. Le concept est de permettre à n'importe quel foyer de faire pousser quelques légumes de première nécessité en les faisant pousser dans un sac. Les habitants ont du coup nettoyé leurs ruelles pour permettre la pousse.

## Pays d'intervention
En 2022, Solidarités International intervient dans 24 pays, secourant près de 5 millions de personnes.
Afrique
Burkina Faso, Cameroun, Mali, Mozambique, Niger, Nigeria, République centrafricaine, RD Congo, Soudan, Soudan du Sud, Tchad
Asie
Afghanistan, Bangladesh, Myanmar, Yémen
Caraïbes
Haïti
Moyen-Orient
Liban, Syrie, Irak
Amérique latine
Colombie, Venezuela
Europe
France, Ukraine, Moldavie

## Campagnes
En 2005, Solidarités International se fixe comme priorité d’action l’eau, l’assainissement et l'hygiène. Depuis cette date, elle a mené plusieurs campagnes phares destinées à sensibiliser le grand public aux enjeux de l’eau dans le monde. 
Après « L’eau qui tue , » en 2006, à l’occasion de la Journée Mondiale de l’eau en 2010, l’association crée une opération grand public en installant un « Mur d’eau » devant le Louvre à Paris. La finalité : délivrer des messages aux passants par le biais de spots lumineux placés sur des jets d’eau.
En 2014, l'ONG installe « La Caisse » à Paris. Afin d'attiser la curiosité des passants, des trous sont percés sur la caisse, en s'approchant on peut voir le combat de Solidarités International : l'eau. Cette opération a pour objectif de démontrer que l'eau est la première cause de mortalité au monde et que plus de 50 % de la population mondiale boit de l'eau dangereuse ou de qualité douteuse chaque jour. 
Début 2015, l'association lance une campagne sur le territoire français à travers des affiches qui indiquent, sur fond noir : « Ebola est en France ». En caractères plus petits, une mention précise que ce n'est pas vrai, mais suggère la nécessité de faire des dons à l'association.
Toujours en 2015, Solidarités International lance la campagne Porteurs d'Eau, une vidéo terrain pour montrer au grand public que l'eau est tout sauf un jeu. L'association souhaite que le gouvernement prenne en compte l'eau comme un enjeu primordial dans le monde. 
L'organisation publie également le Baromètre de l'Eau, de l'Hygiène et l'Assainissement, qui dresse un état des lieux de l'accès à l'eau dans le monde.
En 2016, pour soutenir les réfugiés, l’ONG a lancé un appel aux dons afin de financer des Kits de Dignité composés d’articles d’hygiène de première nécessité.
Solidarités International lance la première série humanitaire en 2018, De Vos Propres Yeux. Dans cette série, une personnalité accompagne les équipes de l’ONG sur le terrain. Au fil des saisons, plusieurs personnalités se sont rendues sur les terrains d'intervention de l'association (Féfé au Nigeria, Donel Jack'sman au Cameroun, Faïza Guène en Haïti, Baptiste Lorber au Soudan du Sud ou encore l'influenceuse Douze Février - alias Julie Bourges - en Colombie).

## Financements
Solidarités International est financé par des bailleurs européens et internationaux, les entreprises et le grand public. 93% des ressources sont affectées aux missions humanitaires sur le terrain (chiffres de 2020).